# إبراهيم باتل
إبراهيم باتل (بالإنجليزية: Ebrahim Patel)‏ هو سياسي جنوب أفريقي، ولد في 1962 في جنوب أفريقيا. حزبياً، نشط في المؤتمر الوطني الأفريقي. وقد انتخب عضو الجمعية الوطنية لجنوب أفريقيا وقد انضم خلال فترته النيابية ‏ (21 مايو 2014 – ) للكتلة البرلمانية المؤتمر الوطني الأفريقي.